# Serra del Mugrón
La serra del Mugrón (castellà Sierra del Mugrón) és una serra aïllada a la zona de transició entre el Sistema Bètic i el Sistema Ibèric. És una serralada amb alineació NE - SO d'uns 16 km de llargada que és a cavall de les comunitats autònomes del País Valencià i Castella-La Manxa. La part nord de la serra del Mugrón forma part administrativament del terme municipal d'Aiora i la part sud del terme municipal d'Almansa.

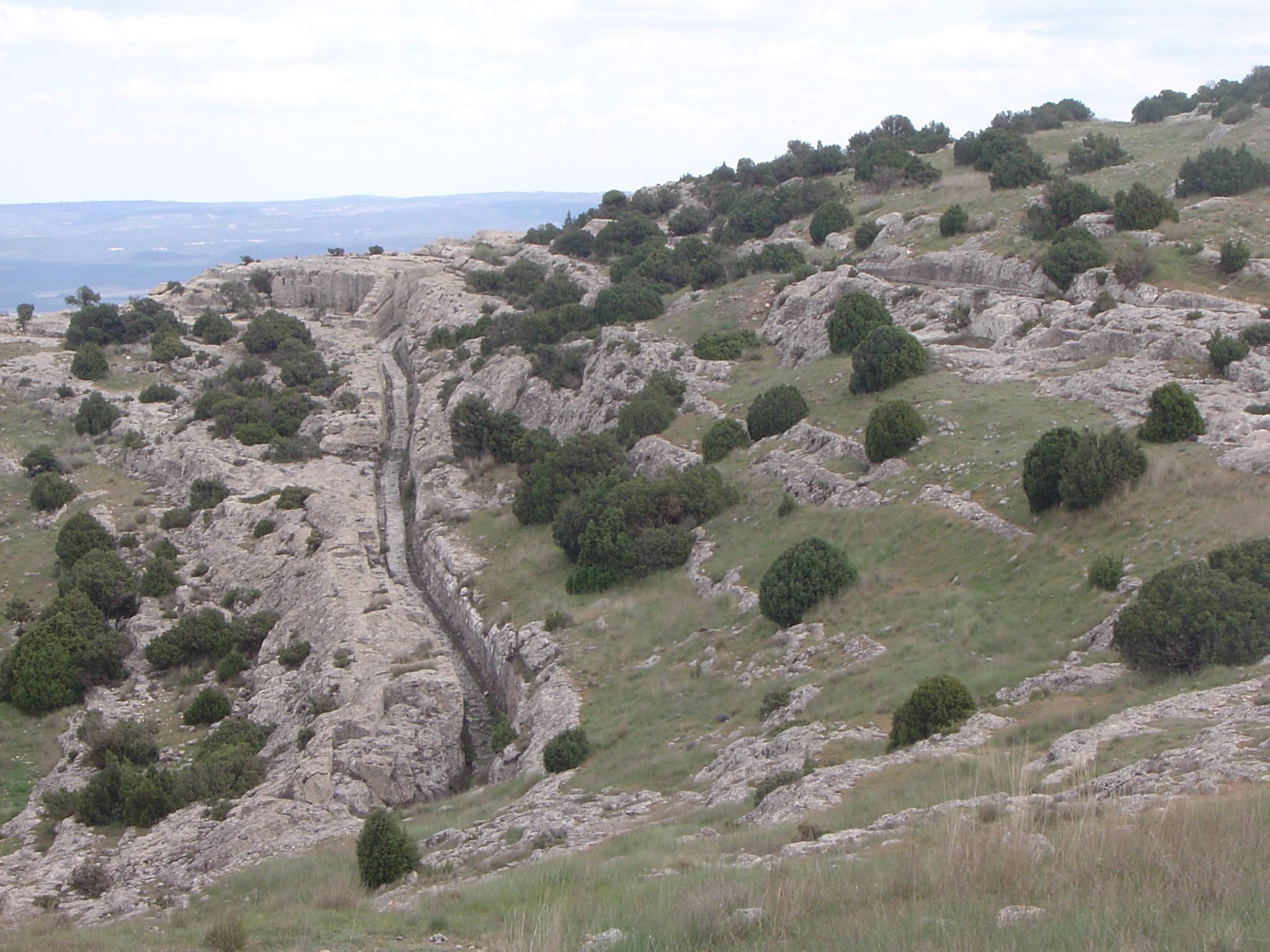
Zona septentrional a la vora de Castellar de Meca

És un lloc força feréstec i solitari d'una gran bellesa aspra. Entre la fauna hi ha el gat salvatge, porc senglar, sisó, torlit, falcó pelegrí, enganyapastors, còlit negre, tudó, tallareta cuallarga, perdiu roja i àguila perdiuera.
Destaquen el poblat ibèric de Castellar de Meca, entre Aiora i Alpera; i les roques erosionades del "Rincón de San Pascual" 